# ウォリスカー
ウォリスカー (Wallyscar) は、ベンナラスに本社を置く、チュニジアの自動車メーカーである。年間の平均生産台数は600台である。

## 概要
創業者はジアード・グイガである。フランスの自動車メーカーであるプジョーと提携しており、生産車にPSA製1.4Lガソリンエンジンを搭載している。
欧州規格への適合を重視しており、リサイクルが可能であることや走行音が出る自動車の開発に焦点を当てている。提携する部品メーカは、シトロエン、プジョー、VOD、UTAC Groupである。車両識別番号は、メーカーコード「CL9」を使用している。
ウォリスカーの最初のモデルである「ウォリス・イジス」は、2008年10月19日から主にCKDで製造されている。イジスには、イタリアのロウイルやスイスのDiavolinoのようなスタイルのドアなし、または2つのオープンドアのSUVが依頼に応じて用意される。デザインを手がけたのは、チュニジアのデザイン会社の「HHデザイン」である。
イジスはガソリンエンジンを搭載したモデルのみであり、PSAプジョー・シトロエンのTU3Aを使用している。2008年から2013年にかけて2000台生産され、8割がチュニジア国外に輸出された。現在、チュニジア、モロッコ、フランス、パナマで販売されている。ヨーロッパのNCAPでは星2を獲得している。

## 沿革
- 2008年 - ウォリス・イジスを発売。
- 2014年 - 新モデル「ウォリス・アイリス」の発売に向け、生産を終了することを発表。

- 2017年3月 - 2代目となるウォリス・アイリスの販売を開始[4]。

- 2021年 - イランのサイパ社のハッチバックサイパ・111（英語版）の改造型である「ウォリス・619」を発売。

- 2022年 - イランのサイパ社のピックアップトラックサイパ・151（英語版）の改造型である「ウォリス・216」を発売。

- 2022年9月 - ブランドの全モデルと新製品のプレビューを収録したアプリケーション「WALLYSCAR」を発表[5]。

- 2022年12月 - ウォリスカーはIKCO Runna（英語版）を改造・微修正した「ウォリス・719」を発売[6]。

## 車種

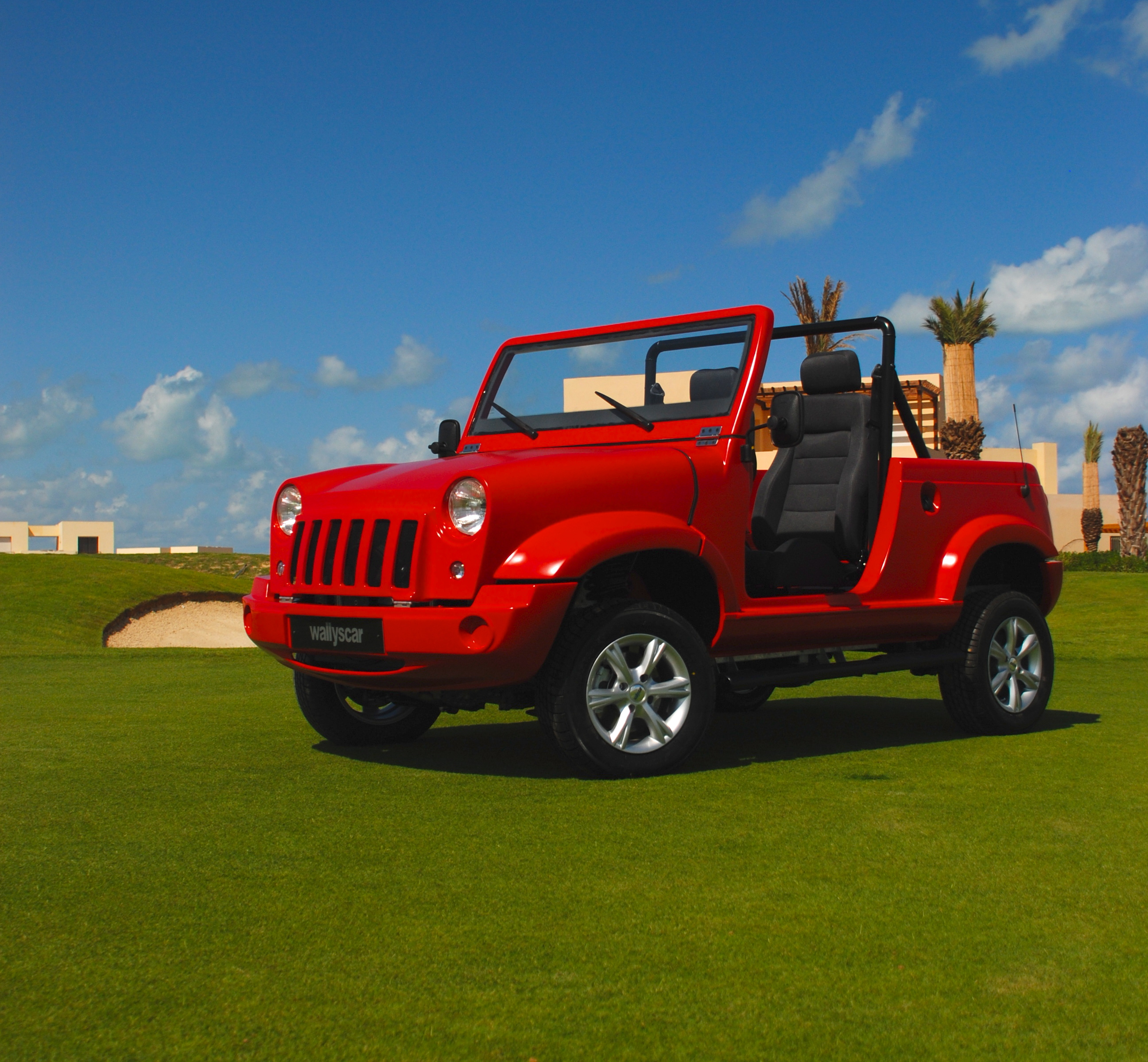
ウォリス・イジス
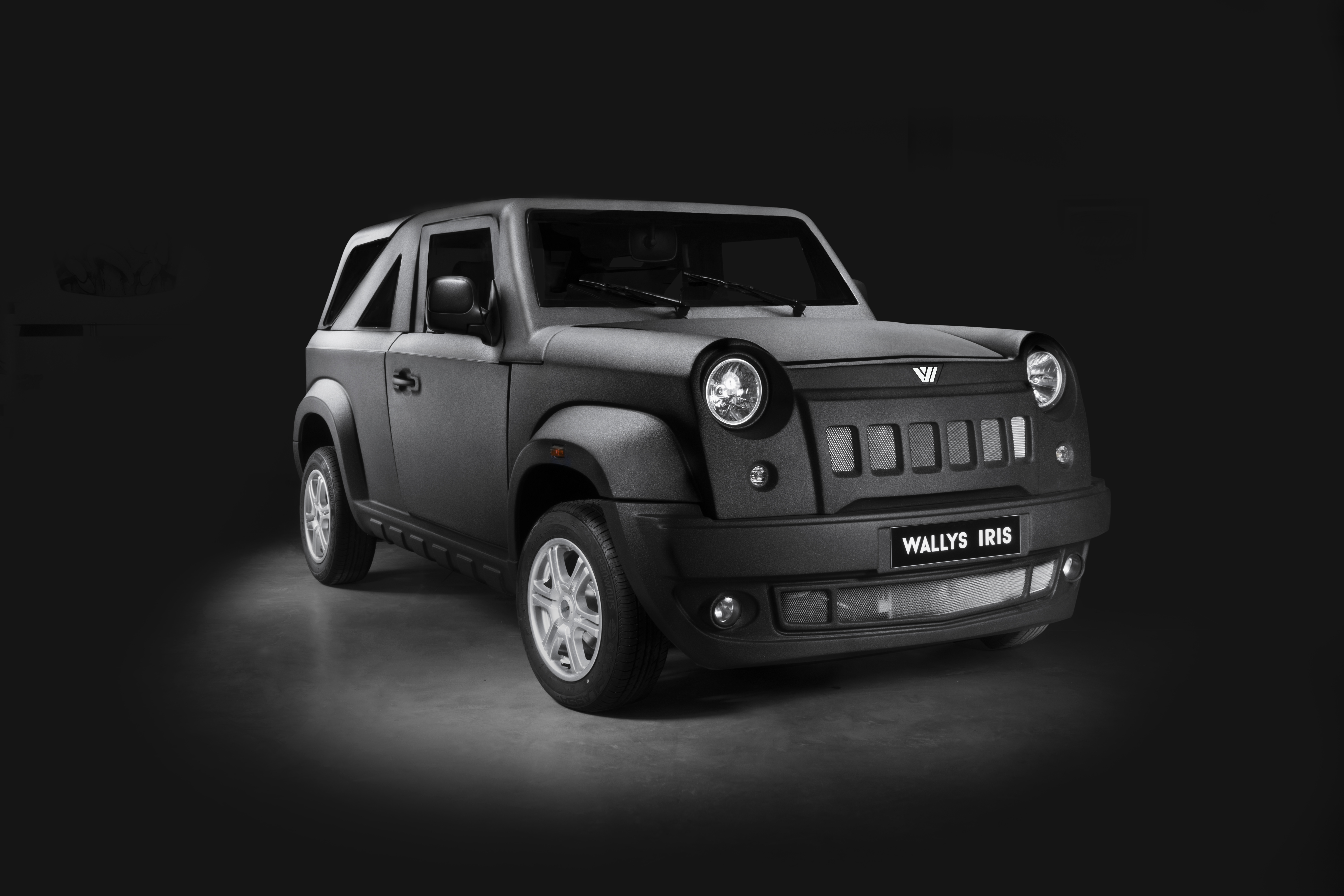
ウォリス・アイリス
- ウォリス・619
- ウォリス・216
- WALLYSCAR
- ウォリス・719

- ウォリス・イジス
- ウォリス・アイリス